# Briganti (popolo)
I Briganti erano una tribù celtica della Britannia romana (odierna Inghilterra), che abitava tra i fiumi Tyne e Humber ma erano presenti anche nell'odierna Irlanda. Potrebbero avere origini comuni con tribù di Briganti delle Alpi ed altri possibili stazionamenti vicini alle Alpi stesse (es. Bregenz in latino Brigantium).

## Etnonimo
Si pensa che il loro nome derivi da quello della dea celtica Briganzia o Brigid.

## Storia
I Briganti controllavano una zona corrispondente approssimativamente all'Inghilterra settentrionale, i cui insediamenti principali erano Catterick, Aldborough, Ilkley e York. È probabile che i Briganti fossero una confederazione di piccole tribù, tra cui c'erano i Carvezi e i Parisi. Durante la prima fase dell'invasione romana (43 d.C.) riuscirono a mantenere la propria indipendenza, decidendo solo in seguito di allearsi con Roma.
Nel 47 d.C., il governatore della provincia della Britannia, Publio Ostorio Scapula, fu costretto ad abbandonare la sua campagna militare contro i Deceangli del Galles settentrionale a causa della "dissaffezione" che s'era sviluppata tra i Briganti. Alcuni si ribellarono e furono uccisi, mentre gli altri furono perdonati. Nel 51, il ribelle Carataco, che era stato sconfitto, cercò di allearsi con la regina dei Briganti, Cartimandua, che però si mantenne fedele ai Romani, facendolo prigioniero. Lei e il marito Venuzio sono descritti come fedeli alleati di Roma. In seguito divorziarono e la regina sposò lo scudiero dell'ex-marito, elevandolo al rango di re. Venuzio prese allora le armi contro Cartimandua, che era protetta dai romani: durante il governo di Aulo Didio Gallo (52-57) Venuzio si ribellò e invase il regno di Cartimandua. Le truppe romane furono mandate a difendere contro Venuzio, che fu sconfitto dopo una feroce battaglia. Nel 69 Venuzio tentò una nuova ribellione, approfittando della difficile situazione che l'Impero romano stava attraversando a causa del cosiddetto Anno dei quattro imperatori. I Romani poterono solo inviare delle truppe ausiliarie, che riuscirono a portare in salvo la regina, ma non poterono fermare Venuzio, che si impossessò del trono.
Dopo la salita al potere dell'imperatore Vespasiano, Quinto Petillio Ceriale fu nominato nuovo governatore della Britannia: ebbe così inizio una nuova campagna di conquista contro i Briganti, che sembra essere durata molti decenni. Gneo Giulio Agricola, governatore dal 78 all'84, sembra infatti impegnato in operazioni militari nel territorio di questo popolo.
Il poeta romano Giovenale, che scrisse agli inizi del II secolo, ritrae un padre romano che esorta il figlio a conquistarsi la gloria distruggendo le fortezze dei Briganti. È anche possibile che uno degli scopi del Vallo di Adriano (iniziato nel 122) fosse impedire ai Briganti di stringere rapporti e alleanze con le tribù scozzesi che si trovavano dall'altro lato della barriera difensiva. Secondo lo storico-geografo greco Pausania, l'imperatore Antonino Pio (138-161) sconfisse questo popolo dopo che quest'ultimo aveva iniziato una guerra immotivata contro gli alleati di Roma, forse una parte della campagna militare lanciata dai romani per la costruzione del Vallo di Antonino (142-144).
Tacito, in un discorso messo in bocca al leader dei Caledoni, Calgaco, parla dei Briganti che, "guidati da una donna", stavano quasi per sconfiggere i romani. È forse un riferimento alla regina Boudicea degli Iceni, erroneamente collocata tra i Briganti.
La presenza dei Briganti è stata attestata anche nell'Irlanda, oltre che in Britannia, nell'opera di Claudio Tolomeo Geografia (II secolo). Tolomeo fa menzione di nove città appartenenti ai Briganti britannici:
- Epiacum (Whitley Castle, Northumberland)
- Vinovium (Binchester, County Durham)
- Caturactonium (Catterick, Yorkshire settentrionale)
- Calatum (Burrow, Lonsdale, Lancashire)
- Isurium (Aldborough, North Yorkshire)
- Rigodunum (Castleshaw, Greater Manchester, oppure Ingleborough, Yorkshire Dales)
- Olicana (Elslack, North Yorkshire, oppure Ilkley, Yorkshire occidentale)
- Eburacum (York), base della Legio VI Victrix
- Camulodunum o Cambodunum (Slack, West Yorkshire) - da non confondere con la più famosa Camulodunum dei Trinovanti (Colchester)

Altri insediamenti noti nel territorio dei Briganti includono:
- Bremetenacum Veteranorum (Ribchester, Lancashire)
- Calcaria (Tadcaster, North Yorkshire) - menzionata nell'Itinerario Antonino e nella Cosmografia di Ravenna
- Luguvalium (Carlisle, Cumbria) - probabilmente un insediamento dei Carvezi
- Coriosopitum (Corbridge, Northumberland) - forse un insediamento dei Lopocari